# Fortunato Aguirre Luquin
Fortunato Aguirre Luquin (Arellano, Navarra, 1893 - Pamplona, 29 de setembre de 1936) va ser un polític nacionalista basc. Va ser un dels fundadors de l'Osasuna, alcalde d'Estella entre 1933 i 1936 pel Partit Nacionalista Basc i membre del Napar Buru Batzar, la junta directiva del PNB a Navarra, presidida llavors per José Agerre. També va ser el fundador de la ikastola d'Estella.
Va presidir la trobada d'alcaldes nacionalistes bascos de les províncies basconavarreses a Estella on es va elaborar l'Estatut d'Estella de 1931. En els mesos anteriors a la revolta militar que donaria origen a la guerra civil va tenir coneixement de les intencions del governador militar de Navarra, el general Mola, i fins i tot que en al monestir d'Iranzu havia amagat un arsenal d'armes i es portaven a terme reunions entre els conspiradors, de la qual cosa va avisar repetidament al Govern de la República. També va tenir coneixement de la reunió que, el 16 de juliol de 1936, va tenir lloc al monestir d'Iratxe entre el general Mola i el general Batet, general en cap de la VI Divisió Orgànica de Burgos, per iniciativa d'aquest últim, en la qual va tractar d'esbrinar si Mola estava implicat en la conspiració que s'estava preparant i fins i tot li va demanar la seva paraula d'honor que no anava a revoltar-se. Aguirre arribaria a parlar per telèfon amb el president del Govern, Casares Quiroga, el qual li va ordenar que no hi fes res. Poc després va tenir lloc l'aixecament, fou capturat el mateix 18 de juliol pels revoltats, conduït fins a les proximitats de Pamplona i afusellat el 29 de setembre de 1936.